# Чола (река)
Чола (Чёла, Сенная) — река в России, протекает в Сегежском районе Республики Карелия. Вытекает из Челозера, протекает через озеро Сенное. Устье реки находится в 49 км по правому берегу реки Вожмы. Длина реки составляет 13 км.

## Данные водного реестра
По данным государственного водного реестра России относится к Баренцево-Беломорскому бассейновому округу, водохозяйственный участок реки — бассейн озера Выгозеро до Выгозерского гидроузла, без реки Сегежа до Сегозерского гидроузла. Речной бассейн реки — бассейны рек Кольского полуострова и Карелии, впадает в Белое море.
Код объекта в государственном водном реестре — 02020001212102000005479.